# Тома зі Львова
Тома зі Львова (Thoma de Illeye) — римо-католицький священик, домініканець, перший католицький єпископ Львова.

## Життєпис
Його походження невідоме. У листах Папської канцелярії він згадується як Thomas de Illyee тобто de Livove (зі Львова). У цей період відомі й інші єпископи латинського обряду з вірмено-католиків. Перебував при Папському дворі в Авіньйоні.
11 січня 1359 р. Папа Інокентій VI висвятив його на єпископа Львова. Єпископських свячень йому уділив титулярний єпископ Палестрини і апостольський віце-канцлер кардинал П'єр де Прес.
13 березня 1359 р. Папа наказав єпископу Томі їхати до своєї єпархії в Королівство Русь, але наказ виявився лише формальністю. Він залишився при Папському дворі в Авіньйоні, де займався церковними справами Англії. 
Тома також був єпископом-помічником в Англії. До Львівської єпархії він так ніколи і не приїхав.